# Megaselia croeciclava
Megaselia croeciclava är en tvåvingeart som beskrevs av Borgmeier 1964. Megaselia croeciclava ingår i släktet Megaselia och familjen puckelflugor. Inga underarter finns listade i Catalogue of Life.